# Рух Громадянська Революція
Рух Громадянська Революція (ісп. Movimiento Revolución Ciudadana) — лівопопулістська політична партія в Еквадорі, сформована прихильниками колишнього президента Рафаеля Корреа, які відмежувалися від його колишньої партії PAIS Alliance під час президентства Леніна Морено. Назва партії походить від терміна, що використовувався для позначення проєкту побудови нового суспільства.

## Історія
Партія виникла на початку січня 2018 року, коли колишній президент Еквадору та лідер PAIS Рафаель Корреа залишив керівну партію через незгоду з новим курсом, який взяв Ленін Морено. Відразу після цього Корреа разом із великою групою лівих перебіжчиків із PAIS сформував новий політичний рух.

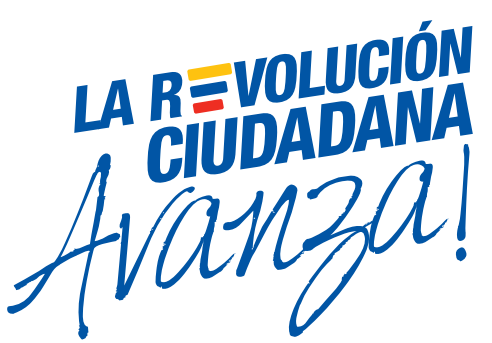
Логотип, який використовував Рафаель Корреа

Партія поставала перед труднощами під час реєстрації: виборча влада Еквадору відмовилася зареєструвати її та надати доступ до системи збору підписів, пояснивши це тим, що партія використовує символіку та гасла PAIS Alliance. Тоді лідери руху спробували зареєструвати партію під назвою «Революційний альфаристський рух», на честь колишнього президента Еквадору Елоя Альфаро, однак і цю заявку було відхилено. Представники партії звинуватили уряд Леніна Морено у «політичному впливі» на виборні органи та спробах «перешкодити політичній участі» руху та його членів.
У другому турі президентських виборів 11 квітня 2021 року переміг консервативний банкір Гільєрмо Лассо, який здобув 52,4 % голосів, у той час, як кандидат від Руху Громадянська Революція, лівий економіст Андрес Арауз, підтриманий експрезидентом Рафаелем Корреа, отримав 47,6 %.
У червні 2021 року повідомлялося, що Арауз подав у відставку з посади лідера Руху Громадянська Революція, і його тимчасово замінила депутатка від провінції Манабі — Райса Коррал. Згодом, у 2021 році, новою президенткою партії стала Марсела Агіньяга.

## Ідея
Рух описують як представника ідеології «соціалізму XXI століття».
28 серпня 2021 року Рух Громадянська Революція оприлюднив свої принципи, схарактеризувавши їх наступним чином:
Ми визначаємо себе як сучасну ліву організацію — плюралістичну, гуманістичну, феміністську та екологічну. Ми є прогресивним, антиколоніальним та антикапіталістичним політичним рухом, створеним для політичної дії, боротьби за владу та впровадження прогресивної політики, що сприяє добробуту шляхом здійснення політики як форми служіння на користь загального блага та самовизначення народів. Ми ідентифікуємо себе з принципами сучасних лівих, які визнають форми власности, що виконують соціальну й екологічну функцію, які мають тенденцію до поступового втручання в первинний і вторинний розподіл багатства для досягнення рівности та сприяння економічному зростанню, і які через державу та функціонування ринку на службі суспільства породжують посткапіталістичні суспільства. У цьому контексті ми стверджуємо, що будуємо власну модель Соціалізму Добробуту. Ми є солідарною організацією, яка бореться з неоколоніальним і патріархальним гнітом, за соціальну справедливість, захист загального блага та гідности Еквадору й усього світу. Ми мріємо про більш людяне суспільство та світ.

## Результати виборів

### Вибори доНаціональної асамблеї
| Вибори | Лідер          | Голосів   | %     | Сидіння  | +/–  |
| ------ | -------------- | --------- | ----- | -------- | ---- |
| 2021   | Рафаель Корреа | 2 584 595 | 32.21 | 42 / 137 | Нова |
| 2023   | Рафаель Корреа | 3 326 110 | 39,72 | 42 / 116 | ▬    |
| 2025   | Рафаель Корреа | 3 764 096 | 41.32 | 66 / 151 | ▲ 24 |

### Президентські вибори
| Вибори | Кандидат       | Голосів      | %            |
| ------ | -------------- | ------------ | ------------ |
| 2021   | Андрес Арауз   | 4,236,515    | 47,64 %      |
| 2023   | Луїза Гонсалес | 4,880,525    | 48,17 %      |
| 2025   | Луїза Гонсалес | Не завершені | Не завершені |